# 日本パーオキサイド
日本パーオキサイド株式会社（にっぽんパーオキサイド、英: Nippon Peroxide Co.,Ltd.）は、かつて存在した過酸化水素などの無機化学薬品の製造を行っていた化学メーカー。保土谷化学工業の完全子会社であったが、2013年7月1日に吸収合併された。

## 沿革
- 1963年 - 保土谷化学工業、日本化薬、三徳化学工業、英国ラポート社の4社の共同出資により設立
- 1966年 - 過酸化水素生産開始
- 1969年 - 過炭酸ナトリウム生産開始
- 1972年 - 水素・化学研磨液生産開始
- 1973年 - ベルギーのソルベー社が資本参加
- 1974年 - 過酸化カルシウム生産開始
- 1998年 - オキシペール（過酢酸）生産開始
- 2000年 - 三菱ガス化学との共同出資により共同過酸化水素株式会社設立
- 2001年 - 保土谷化学工業が日本化薬とソルベーの持分を取得
- 2013年2月25日 - 保土谷化学工業が三徳化学工業の持分を取得、完全子会社化[1]
- 2013年7月1日 - 保土谷化学工業が日本パーオキサイドを吸収合併[2]

## 事業所
- 本社 - 東京都中央区八重洲二丁目4番地1号常和八重洲ビル
- 大阪支店 - 〒541-0043 大阪府大阪市中央区高麗橋四丁目1-1
- 郡山工場 - 〒963-8802 福島県郡山市谷島町2-54

## 主な製品
- 過酸化水素
- 過炭酸ナトリウム
- オキシペール（過酢酸を主成分とする殺菌剤）
- 過酸化カルシウム
- 化学研磨液